# Orbigny
Orbigny é uma comuna francesa na região administrativa do Centro, no departamento Indre-et-Loire. Estende-se por uma área de 65,55 km². Em 2010 a comuna tinha 731 habitantes (densidade: 11,2 hab./km²).